# کاظم صفاری
کاظم صفاری سیاستمدار ایرانی و نمایندهٔ لاهیجان در مجلس مؤسسان دوم ایران بود.

## زندگی
صفاری فرزند محمدحسین خان منظم‌السلطنه، حاکم لاهیجان تا قبل از انقلاب مشروطه، و برادر احمد و محمدعلی صفاری بود. قرار بود صفاری با توجه به محبوبیتش در دورهٔ شانزدهم مجلس شورای ملی از لاهیجان انتخاب شود، ولی به علت یک تلگراف جریان انتخابات عوض شد و غلامحسین ابتهاج از این حوزه انتخابی، به مجلس راه یافت.